# 티엔쯔엉흐우다오
티엔쯔엉흐우다오(베트남어: Thiên Chương Hữu Đạo / 天彰有道 천창유도 / 1224년 10월 ~ 1225년 12월)은 베트남 리 왕조(李朝) 소황(昭皇) 리티엔힌(李天馨)의 연호이다. 리 왕조의 마지막 연호이다. 소황의 선양 이후, 쩐 왕조(陳朝)가 개창하게 된다.

## 개원
- 끼엔자(建嘉) 14년(1224년) 10월에 연호를 티엔쯔엉흐우다오(天彰有道)로 개원함.[1][2][3]

- 티엔쯔엉흐우다오(天彰有道) 2년 12월 11일[4](1226년 1월 10일)에 쩐 왕조 개창 후, 연호를 끼엔쭝(建中)으로 건원함.[1][2][5][6]

## 연대 대조표
| 티엔쯔엉흐우다오 | 원년       | 2년        |
| 서기(西紀)       | 1224년     | 1225년     |
| 간지(干支)       | 갑신(甲申) | 을유(乙酉) |

## 동시대 연호

### 중국
남송(南宋)
- 가정(嘉定) (1208년 ~ 1224년)
- 보경(寶慶) (1225년 ~ 1227년)

금(金)
- 정대(正大) (1224년 ~ 1232년)

서하(西夏)
- 건정(乾定) (1223년 ~ 1226년)

대리국(大理國)
- 천개(天開) (1205년 ~ 1225년)

### 일본
- 조오(貞応) (1222년 ~ 1224년)
- 겐닌(元仁) (1224년 ~ 1225년)
- 가로쿠(嘉禄) (1225년 ~ 1227년)